# Kalifornischer Rundstechrochen
Der Kalifornische Rundstechrochen (Urobatis halleri) ist ein kleiner Rochen, der an der Pazifikküste Nord- und Mittelamerikas von Eureka im nördlichen Kalifornien bis Panama vorkommt. In seinem Verbreitungsgebiet ist er der häufigste Rochen.

## Merkmale
Der Kalifornische Rundstechrochen wird maximal 58 Zentimeter lang, bei einem Maximalgewicht von 1,36 kg. Die Körperoberseite ist bräunlich oder graubraun, normalerweise mit einer gelblichen Punktierung oder netzartigen Zeichnung. Die Bauchseite ist weißlich oder gelb. Seine Körperscheibe ist annähernd rund, der Schwanz kürzer als die Körperscheibe. Er ist mit einer Schwanzflosse und, auf der Oberseite, mit einem langen Giftstachel versehen. 

## Giftigkeit
Jedes Jahr werden viele Schwimmer oder Menschen, die im flachen Wasser auf einen Rochen treten, durch Kalifornische Rundstechrochen verletzt. Das Gift wirkt auf den Kreislauf und kann zu Atemlähmungen und zum Herzstillstand führen. Die meisten Verletzungen verlaufen aber glimpflich. Bei Untersuchungen von etwa 4000 an der Küste Kaliforniens gefangenen Kalifornischen Rundstechrochen hatte fast die Hälfte die den Stachel umgebende Stachelscheide und damit auch die darin befindliche Giftdrüse verloren. Diese Tiere können somit nur noch mechanische Verletzungen verursachen.

## Lebensweise
Der Kalifornische Rundstechrochen lebt küstennah in flachem Wasser normalerweise von der Wasseroberfläche bis in 15 Meter, maximal bis 90 Metern Tiefe. Bevorzugtes Habitat sind sandige oder schlammige Regionen, manchmal auch in der Nähe von Felsriffen. Weibchen werden im Schnitt in tieferem Wasser angetroffen. Vor Kalifornien paaren sich die Rochen im Juni und September. Sie sind ovovivipar und gebären pro Wurf einen bis sechs Jungrochen. Kalifornische Rundstechrochen ernähren sich von Wirbellosen und kleinen Fischen.